# Muž se železnou maskou

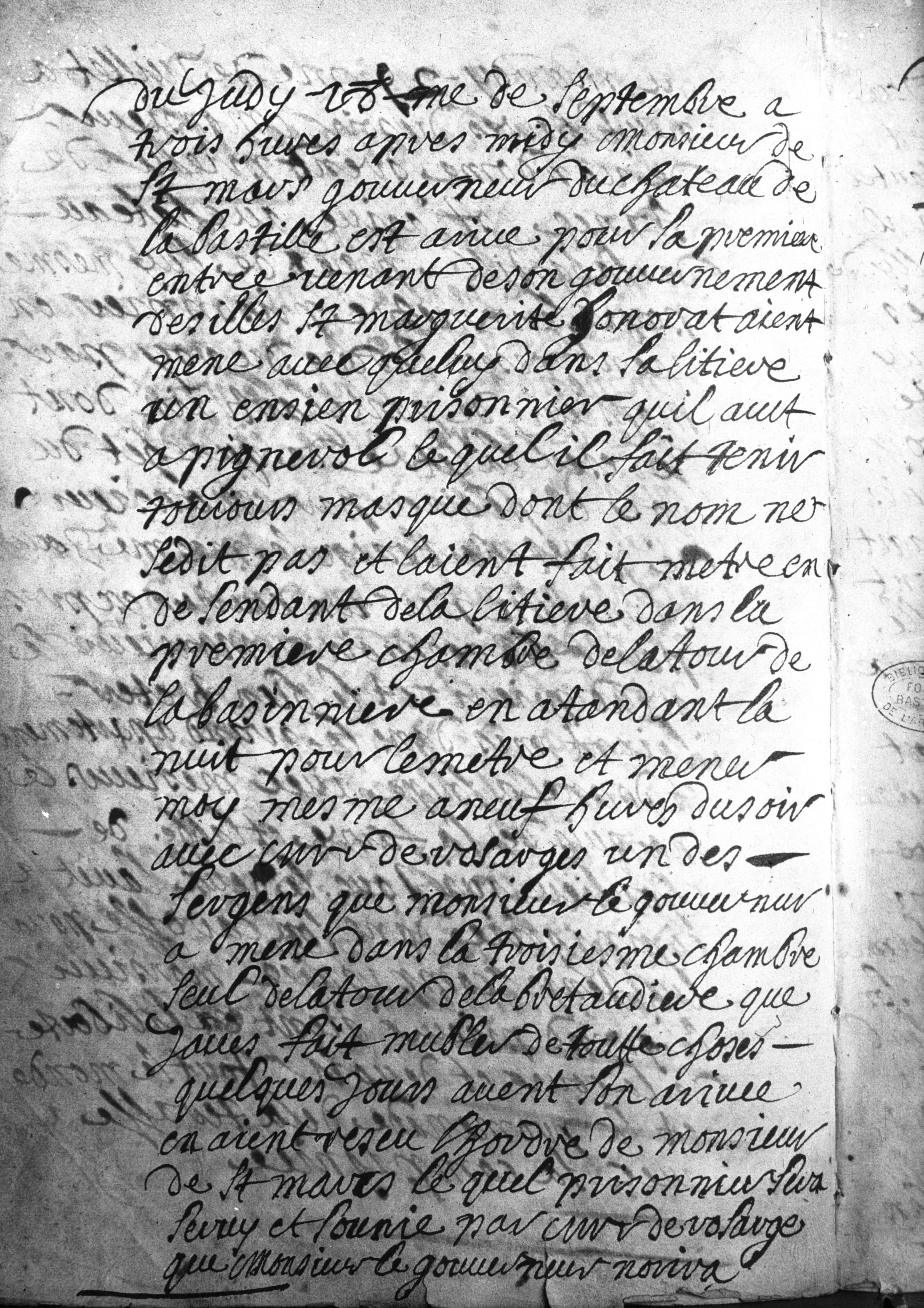
Záznam o uvěznění muže v masce (záznam z Bastilly, 1698

Muž se železnou maskou, pohřbený pod jménem Marchioly (první polovina 17. století – 19. listopadu 1703) je označení neznámého vězně, který byl od roku 1669 nebo 1670 držen až do své smrti v několika francouzských vězeních, včetně Bastily, a nucen nosit na tváři masku. Ta byla zřejmě z tmavé látky a až pozdější legenda z ní udělala masku železnou. Jeho stálým věznitelem byl Bénigne Dauvergne de Saint-Mars a jediné spolehlivé informace o tajemném vězni pocházejí z dokumentů tohoto muže.

## Hypotézy o identitě
Postupně vzniklo více než padesát hypotéz o identitě „muže se železnou maskou“. Jedna z nich usuzuje, že vězněm byl vévoda de Beaufort, bratranec Ludvíka XIV., který se zúčastnil několika spiknutí proti Richelieuoviovi a Mazarinovi a byl jedním z vůdců Frondy. Další hypotézy pokládají za předmětnou osobu ministra financí Fouqueta, hraběte Ercole Mattiolliho (ministra zahraničí vévody z Mantovy) či domnělého tajného králova bratra. Poslední hypotézu, která je nejslavnější, zformuloval Voltaire. Žádná z těchto hypotéz není podložena historickými důkazy.
Americký historik z univerzity v Santa Barbaře Paul Sonnino tvrdí, že vězňovo skutečné jméno bylo Eustache Dauger a jednalo se o člověka zapleteného do finančních machinací na dvoře kardinála Mazarina.

## Muž se železnou maskou v kultuře
Téma muže se železnou maskou je klíčovou zápletkou Dumasova románu Tři mušketýři ještě po deseti letech.
V letech 1929–1998 vzniklo několik filmů a televizní seriál na dané téma s názvem Muž se železnou maskou nebo Železná maska. Muž se železnou maskou je i český muzikál z roku 2017. Píseň Billyho Bragga nese název Man in the Iron mask.